# Ridderorden in Pahang
Dit is een lijst van ridderorden in de Maleisische staat Pahang.
De "KeBawah Duli Yang Maha Mulia Sultan dan Yang di-Pertuan Negara Pahang Dar ul-Makmur" oftewel "Koning en Prins (in de betekenis van "eerste" of "hoofd") van de staat Pahang stelde vier ridderorden in:
- De Meest Verheven Koninklijke Familie-orde van Pahang of "Darjah Kerabat Yang Maha Mulia Utama Kerabat di-Raja Pahang" werd op 24 oktober 1977 ingesteld.

- De Meest Geachte Familie-orde van de Kroon van Indra van Pahang of "Darjah Kerabat Sri Indra Mahkota Pahang Yang Amat di-Hormati" werd op 25 mei 1967 ingesteld.

- De Groote Koninklijke Orde van Sultan Ahmad Shah van Pahang of "Darjah Sri Diraja Sultan Ahmad Shah Pahang" werd op 23 oktober 2010 ingesteld.

- De Meest Illustere Orde van Sultan Ahmad Shah van Pahang of "Darjah Kebesaran Sri Sultan Ahmad Shah Pahang Yang Amat Mulia" werd op 24 oktober 1977 ingesteld.

- De Hooggewaardeerde Orde van de Kroon van Pahang of "Darjah Kebesaran Mahkota Pahang Yang di-Hormati" werd op 27 december 1968 gesticht.